# František Čáp
František Čáp (Čelákovice, 7 dicembre 1913 – Ancarano, 12 gennaio 1972) è stato un regista e sceneggiatore cecoslovacco.

## Biografia
Durante la seconda guerra mondiale diventa uno dei più importanti registi cecoslovacchi dirigendo diversi film romantici che avevano un buon successo di pubblico. 
Ha vinto il Grand Prix alla prima edizione del Festival di Cannes con il film Uomini senz'ali (Muzi bez krídel) (1946).
Il suo film del 1948 Bílá tma, quello preferito dal regista, non venne gradito dalle autorità comuniste, il regista fu costretto a lasciare il paese per poter lavorare e dopo aver diretto tre film in Germania, venne chiamato in Slovenia dal produttore Branimir Tuna per dare impulso alla industria cinematografica locale.
Dagli anni cinquanta fino agli anni sessanta dirige 5 film prodotti dalla Triglav Film oltre a 6 co-produzioni internazionali. Vesna realizzato nel 1953, una pellicola romantica ambientata all'inizio del secolo, è considerato uno dei classici della cinematografia slovena.
Dopo tanti successi sia commerciali che di critica la sua attività rallenta a causa dell'insuccesso di Naš avto. Lavora quindi per la televisione austriaca e tedesca pur continuando a vivere in Slovenia.

## Filmografia
- Ohnivé léto (1939)
- Panna (1940)
- Babicka (1940)
- Jan Cimbura (1941)
- La falena (Nocní motýl) (1941)
- Preludium (1941)
- Kníze Václav (1942)
- Tanecnice (1943)
- Mlhy na blatech (1944)
- Devcica z Bezkyd (1944)
- Z ruze kvítek (1945)
- Uomini senz'ali (Muzi bez krídel) (1946)
- Znamení kotvy (1947)
- Krizovatka (1947)
- Muzikant (1948)
- Bílá tma (1948)
- Kronjuwelen (1950)
- Das ewige Spiel (1951)
- Berlino polizia criminale (Die Spur führt nach Berlin) (1952)
- Vesna (1953)
- Am Anfang war es Sünde (1954)
- Sublime decisione (Trenutki odlocitve) (1955)
- Hilfe - sie liebt mich (1956)
- Die Geierwally (1956)
- La ragazza della salina (1957)
- Ne čakaj na maj (1957)
- Vrata ostaju otvorena (1959)
- SS contro le spie (X-25 javlja) (1960)
- Sreščemo se večeras (1962)
- Naš avto (1962)
- Piran (1965)